# Nhatrangia dawydoffi
Nhatrangia dawydoffi är en spindeldjursart som beskrevs av Vladimir V. Redikorzev 1938. Nhatrangia dawydoffi ingår i släktet Nhatrangia och familjen Ideoroncidae. Inga underarter finns listade i Catalogue of Life.